# كاسيو راموس (ممثل)
كاسيو راموس فيدال (بالإنجليزية: Cássio Ramos Vidal)‏، ولد في 8 سبتمبر 1998 في ريو دي جانيرو، هو ممثل تلفزيوني وفيلم برازيلي. أصبح معروفًا على المستوى الوطني بلعب شخصية فافا في سلسلة دروب القلب (2007).

## فيلموغرافيا
- 2004: سيدة المقصد (Senhora do Destino)
- 2006: حمل ثقيل (Carga Pesada)
- 2006: الثعابين والسحالي (Cobras & Lagartos)
- 2006: الحيوانات البرية (Bicho do Mato)
- 2007: دروب القلب (Caminhos do Coração)
- 2008: المسوخ: دروب القلب (Os Mutantes: Caminhos do Coração)
- 2009: وعود الحب (Promessas de Amor)
- 2010: عائلة مجنونة (Louca Família)
- 2011: شمشون ودليلة (Sansão e Dalila)
- 2012: المتمرد (Rebelde)
- 2014: فوز (Vitória)

## روابط خارجية
- كاسيو راموس على موقع IMDb (الإنجليزية)
- كاسيو راموس على موقع قاعدة بيانات الفيلم (الإنجليزية)
- كاسيو راموس على موقع كينوبويسك (الروسية)